# Walker Scobell
Walker Scobell (Virginia Beach, 5 de gener de 2009) és un actor estatunidenc. El 2022 va protagonitzar les pel·lícules d'acció i comèdia The Adam Project i Secret Headquarters. El 2023, va començar a interpretar a Percy Jackson, el protagonista de la sèrie de televisió fantàstica Percy Jackson and the Olympians.

## Vida personal
Scobell va néixer el 5 de gener de 2009 a Virginia Beach, Virgínia. El seu pare és en Pete Scobell, un ex-Navy SEAL, i la seva mare la Heather Scobell; té una germana més gran, la Leena, i un germà més petit, en Tanner. Scobell va viure a Colorado fins que la seva família es va traslladar a Fairview, Pennsilvània. Durant l'escola primària va fer classes de teatre i més endavant va pujar a l'escenari per actuar en la producció escolar de Mary Poppins.

## Carrera
L'agost de 2020, Scobell va fer l'audició per interpretar a la versió jove del personatge de Ryan Reynolds a la pel·lícula de Netflix The Adam Project. El 23 de novembre d'aquell mateix any, es va confirmar que Scobell interpretaria a Adam Reed de jove i que apareixeria a la pel·lícula juntament amb Reynolds, Zoe Saldaña, Mark Ruffalo i Jennifer Garner. Tot i que centenars de nens s'havien presentat per interpretar el paper, la imitació que Scobell va fer de Reynolds el va ajudar a aconseguir el paper. Scobell va dir que haver vist la pel·lícula Deadpool, la qual protagonitza Reynolds, moltes vegades, el va ajudar a poder imitar millor a Reynolds. El rodatge va tenir lloc a Vancouver, Canadà; va començar el novembre de 2020 i va acabar el març del següent any. The Adam Project va ser estrenada el març del 2020, primer als cinemes amb una estrena limitada i més tard a Netflix. La interpretació de Scobell va ser ben rebuda pel públic i per la crítica, amb molts dient que interpretà a una versió jove de Ryan Reynolds perfecta.
A finals de gener de 2021, durant el rodatge de The Adam Project, Scobell va fer l'audició per la pel·lícula Secret Headquarters i l'11 de juny d'aquell mateix any, es va anunciar que Scobell apareixeria a la pel·lícula, juntament amb Owen Wilson, Michael Peña i Jesse Williams, entre d'altres. Secret Headquarters va ser estrenada a Paramount+ el 5 d'agost de 2022.
Uns mesos abans de l'estrena de The Adam Project, Scobell va fer audicions pel paper de Percy Jackson a la nova sèrie de Disney+ Percy Jackson and the Olympians. L'abril del 2022, es va fer públic que Scobell seria Percy Jackson a la sèrie, en la qual l'acompanyarien Leah Sava Jeffries i Aryan Simhadri en els papers d'Annabeth Chase i Grover Underwood, respectivament. La sèrie va ser estrenada el 20 de desembre de 2023.
El maig de 2023, Scobell va unir-se al repartiment de la pel·lícula Blood Knot, un drama familiar amb Roberto Sneider com a director.

## Filmografia

### Pel·lícules
| Any  | Pel·lícula          | Paper            | Notes        |
| ---- | ------------------- | ---------------- | ------------ |
| 2022 | The Adam Project    | Adam Reed (jove) |              |
| 2022 | Secret Headquarters | Charlie Kincaid  |              |
| TBA  | Blood Knot          | A anunciar       | En producció |

### Televisió
| Any          | Sèrie                           | Paper         | Notes        |
| ------------ | ------------------------------- | ------------- | ------------ |
| 2023–present | Percy Jackson and the Olympians | Percy Jackson | Protagonista |

## Premis i nominacions
| Any  | Premis                    | Categoria                      | Feina                           | Resultat | Ref.          |
| ---- | ------------------------- | ------------------------------ | ------------------------------- | -------- | ------------- |
| 2022 | Premis MTV Movie & TV     | Millor equip                   | The Adam Project                | Nominat  | [ 30 ]        |
| 2024 | Family Film and TV Awards | Millor repartiment (televisió) | Percy Jackson and the Olympians | Nominat  | [ 31 ] [ 32 ] |